# Верхюлст, Герт
Герт Верхюлст (нидерл. Gert Verhulst; род. 24 января 1968 года, Берхем) — бельгийский телеведущий, актёр, певец, кинодраматург и предприниматель. Стал известным актёром благодаря его участию в телевизионной программе для детей Самсон и Герт (Samson & Gert). Он также стоит вo главе своей собственной компании, которая называется Студио 100 (Studio 100).

## Биография
В 1988 году женился на Valerie Calliau. В этом браке родилось двое детей дочь Мари и сын Виктор. Мари также играет на сцене. Герт развелся в 2003. В 2004—2005 и в 2012 годах состоял в отношениях с участницами музыкальной группы K3. С 2012 у него роман с владелицей бельгийского ресторана из Бланкенберге, Эллен Каллебаут (Ellen Callebout).

## Карьера
Карьера Герта началась в 1987, когда он стал телеведущим в теле-радиовещательной компании BRT (сейчас VRT). В Рождество того же года он в первый раз появился на телевидении вместе с говорящей собакой-куклой Самсоном (Samson). Главной целью этой программы было развеселить детей, но Самсон и Герт сразу стали настолько популярными, что через год программа стала ежедневной. Самсон и Герт также записывали десятки песен и альбомов, репертуар которых особенно был ориентирован на маленьких детей. В Бельгии у них было большое количество хитов, таких как «De Samsonrock», «Alles is op», «In de disco» и «De wereld is mooi».
Кроме того, Герт Верхульст был ведущим множество программ на разных каналах бельгийского телевидения, среди которыx Zeg eens euh!, Wat zegt u?, Linx и Watte?
Кажется, что карьерa Верхульстa принимает новой поворот: в октябре 2016 в новостях было сообщено, что Герт хочет работать исключительно для телевизионного канала VIER. Иметь свое собственное ток-шоу на телевидении это давняя и настоящая мечта Герта.

## Студио 100
В 1996 он основал «Студио 100» вместе с Данни Вербистом (Danny Verbiest) и Хансом Бурлоном (Hans Bourlon) — его бизнес-партнерами. Данни Вербист озвучивал роль собаки Самсона в детской программе Самсон и Герт. Ханс Бурлон больше занимается деловой стороной компании, в то время как у Герта было много креативных идей. Не только Самсон и Герт, но и K3 (музыкальная группа трех девушек, которые исполняют в основном песни для детей), Kabouter Plop (гном), Wizzy & Woppy (два мыша), Big & Betsy (деревенская девушка и поросенок, который умеет говорить), Bumba (клоун), Piet Piraat (пират), Mega Mindy (супергероиня), «Обитель Анубиса», Spring (музыкальное общество) и Amika (девушка, которая обожает ездить верхом) — все эти программы являются творениями Герта Верхульста. Под его руководством, Студио 100 тоже создалa некоторые мюзиклы, такие как «Золушка», «Спящая Красавица», «Робин Гуд» и «Белоснежка».
В 2006 Герт Верхульст официально стал миллионером, после того как он продал большую часть своих акций компании Студио 100 бельгийскому банку Fortis. В 2015 у компании был оборот около 151,4 миллионов евро. В 2008 бельгийский еженедельник Trends выбрал Герта «Менеджером Года».

## Международные планы
В Бельгии компания Студио 100 очень известна благодаря мультфильмам, мюзиклам, рисункам и фиктивным фигурам, особенно у детей. Поэтому данная фирма тоже пользуется успехом и в других областях маркетинга. В 1999 Студио 100 перекупилa бывший тематический парк Meli-Park и перестроила этот парк с аттракционами. В том же году парк открылся под названием Плопсаланд (Plopsaland) в Де-Панне, недалеко от бельгийского побережья. Шесть лет спустя был открыт второй парк на другой стороне Бельгии: в Хасселте. Этот парк называется Крытый Парк Плопса Хасселт (Plopsa Indoor Hasselt). В Де-Панне также есть аквапарк: Плопсаква (Plopsaqua). Кроме того, уже существуют парки в Голландии, в Германии и также вынашиваются планы, чтобы построить дополнительные тематические парки для детей (и для целой семьи) в Чехии, и Польше.

## Разное
В 2007 бельгийский студент появился в новостях, потому что он обратился с призывом к Герту Верхульсту. На своем сайте студент напомнил Герту об его обещании, которое он сделал в одной из песен репертуара Самсона и Герта. Там он поет, что если у него будет десять миллионов, он организовал бы вечеринку и раздавал бы шоколад и лимонад всем. Герт спокойно отреагировал на этот призыв и действительно выполнил это обещание: он организовал большую вечеринку в тематическом парке Плопсаланд с шоколадом и лимонадом.
В 2014 году Герт Верхульст принял участие в популярной бельгийской телевикторине «Самый умный человек в мире» (De slimste mens ter wereld). Он там побил абсолютный рекорд персонального участия, потому что он был первым кандидатом, который смог продержаться одиннадцать выпусков. В конце концов он занял третье место.
В 2015 Герт Верхульст отметился на кулинарном поприще. В том году он стал ведущим кулинарно-развлекательной программы «Гвардия Герта» (De Garde van Gert) на бельгийском канале Ням! (Njam!). В 2016, он был членом жюри в кулинарной программе «Мой временный ресторан» (Mijn Pop-uprestaurant), где некоторые пары в течение месяца должны убедить жюри, что они могут владеть собственным рестораном.